# Nederlandse Brouwers
Nederlandse Brouwers (tradotto: Birrai olandesi) è un'organizzazione di aziende produttrici di birra dei Paesi Bassi. 

## Storia
Nata il 18 settembre 1939 con la denominazione Centraal Brouwerij Kantoor (tradotto: Ufficio centrale dei birrai), rappresenta i più grandi 10 birrifici dei Paesi Bassi che da soli rappresentano il 95% della produzione olandese di birra. 
L'organizzazione rappresenta gli interessi delle aziende presso le autorità governative, supervisiona normative e standard produttivi e promuove il consumo responsabile.

## Associati
- Alfa Brouwerij
- Bavaria Brouwerij
- Budelse Brouwerij
- Grolsche Bierbrouwerij Nederland
- Gulpener Bierbrouwerij
- Heineken Nederland
- InBev Nederland
- Lindeboom Bierbrouwerij
- Texelse Bierbrouwerij
- Brouwerij De Leckere